# Rhododendron principis
Rhododendron principis är en ljungväxtart som beskrevs av Louis Édouard Bureau och Adrien Franchet. Rhododendron principis ingår i rododendronsläktet som ingår i familjen ljungväxter. Inga underarter finns listade i Catalogue of Life.

## Bilder

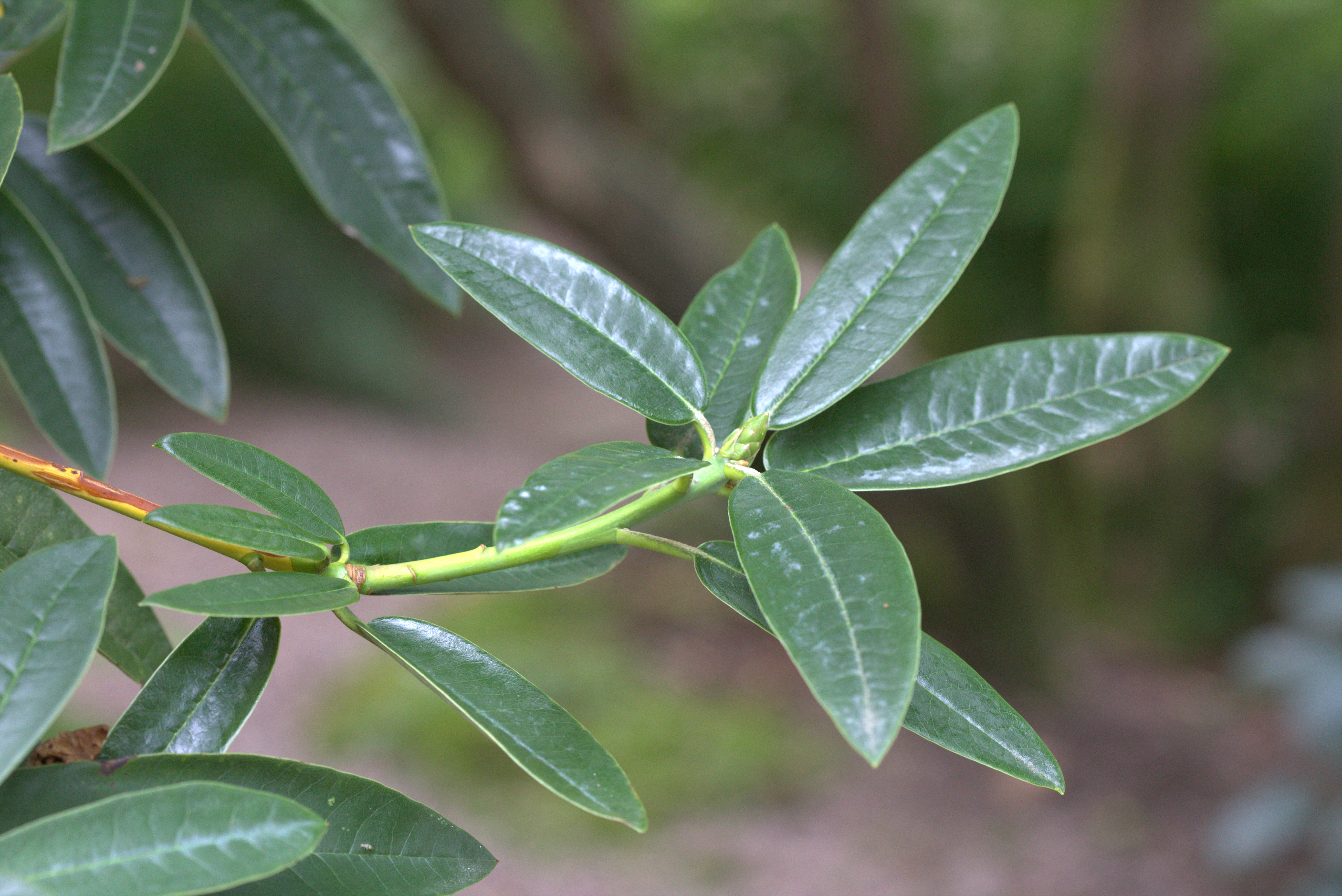